# Kap Verdes håndboldlandshold (herrer)
Kap Verdes håndboldlandshold er det nationale landshold i håndbold for mænd i Kap Verde, som også deltager i internationale håndboldkonkurrencer. Landsholdet reguleres af Federação Cabo-verdiana de Andebol.

## Resultater

### Verdensmesterskabet
- 2021 - 32. plads[1][2]
- 2023 - 23. plads
- 2025 - kvalificeret

### Afrikamesterskabet
- 2020 – 5.-plads
- 2022 –
- 2024  –  4. plads